# Maria Borgelöv
Maria Elisabeth Borgelöv, född 13 maj 1981, är en svensk illustratör och grafisk formgivare. Hon är bosatt i Malmö.